# 布朗 (洛特-加龙省)
布朗（法語：Bourran，法語發音：[buʁɑ̃]）是法国洛特-加龙省的一个市镇，属于阿让区。

## 地理
布朗（44°20'33"N, 0°23'37"E）面积18.16 平方千米，位于法国新阿基坦大区洛特-加龍省，该省份为法国西南部内陆省份，北起多爾多涅省，西接吉倫特省和朗德省，南至热尔省，东临塔恩-加龙省和洛特省。
与布朗接壤的市镇（或旧市镇、城区）包括：加拉皮扬、艾吉永、克莱拉克、拉塞佩德、洛特河畔拉菲特、尼科勒、圣萨尔维。

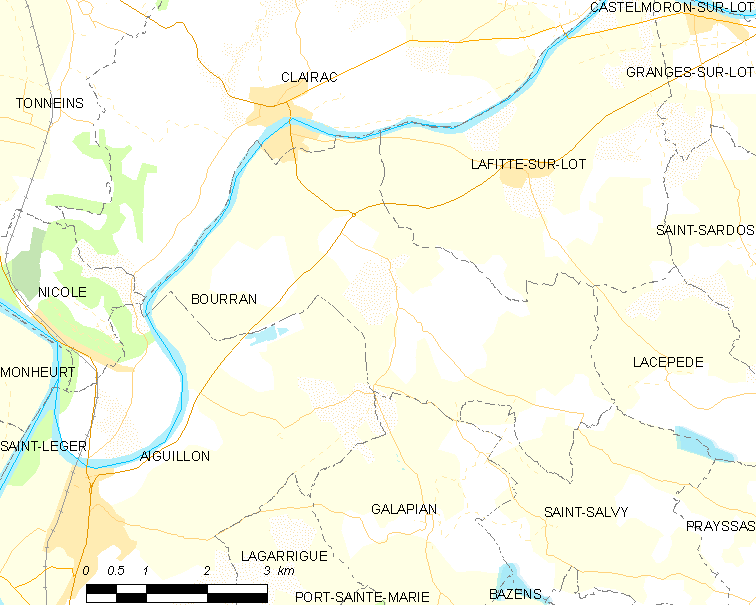
的OSM定位图

布朗的时区为UTC+01:00、UTC+02:00（夏令时）。

## 行政
布朗的邮政编码为47320，INSEE市镇编码为47038。

## 政治
布朗所属的省级选区为汇流县。

## 人口

1962-2008年间人口变化图示

布朗于2022年1月1日时的人口数量为612人。